# فيسوزا دو سيارا
فيسوزا دو سيارا (بالبرتغالية: Viçosa do Ceará‏)؛ بلدية في ولاية سيارا في المنطقة الشمالية الشرقية من البرازيل.